# Матея, Роберт
Роберт Матея (пол. Robert Mateja; род. 5 октября 1974, Закопане) — польский спортсмен, прыгун с трамплина.
В составе сборной Польши по прыжкам на лыжах с трамплина с 1992 года. Был членом олимпийской сборной команды Польши на Олимпиаде в 1998 году, Олимпиаде в 2002 году и Олимпиаде в 2006 году.
Рекордсмен Польши и первый поляк, который преодолел 200 метров — в 2001 году в Харрахове приземлялся на 201,5 метра (в этом же конкурсе рекорд побил Адам Малыш). Многократный чемпион Польши на большом и нормальном трамплине.